# IPC Media
IPC Media es la editorial líder de revistas comerciales y digitales de Reino Unido, con una amplia gama de marcas, vendiendo más de 350 millones de copias al año. 

## Historia
Fue formada como International Publishing Company en 1963 de la racionalización de las participaciones de tres compañías; George Newnes, Odhams Press y Fleetway Publications. Las oficinas de IPC estaban en Londres, en el King's Reach Tower de la Stanford Street. El edificio a veces mostraba los títulos de la compañía, y fue mostrada como la nave del editor alienígena Tharg en las tempranas ediciones de su cómic semanal de ciencia ficción 2000 AD (publicado en 1977).
En 1968 la compañía compró el Daily Mirror y se convirtió en el IPC-Mirror Group (Grupo IPC-Mirror). Fue entonces comprada, a sí mismo, en 1970 por Reed International, quien en 1974 separó la compañía en dos grupos, IPC, formaba las acciones de publicaciones de revistas; y Mirror Group Newspapers para los periódicos. La posterior división fue vendida a Robert Maxwell en 1984. 
En 1987 todas las acciones de los cómics británicos fueron colocados en una división separada; Fleetway Publications, que fue de nuevo vendida a Robert Maxwell. A principios de 1990 IPC lanzó la revista Loaded que originó el surgimiento de "revistas para jóvenes". En 1998 IPC Magazines, como era conocida la división, fue sujeta a una compra de administración, financiada por Cinven, una división de publicaciones de revistas por parte de Time Warner en 2001. Sylvia Auton es la directora ejecutiva. 
IPC Media se reacomodó en el Blue Fin Building (Calle 110 Southwark en Londres) en la primavera del 2007. Mientras que IPC se mantuvo en el King's Reach Tower por un largo tiempo, el Blue Fin Building fue construido especialmente para IPC Media, por parte de Time Warner.

## Divisiones
IPC Media agrupa títulos bajo cinco divisiones:
- Connect (semanal para mujeres)
- Inspire (ocio y especialista)
- Ignite! (estilo de vida de hombre y entretenimiento)
- SouthBank (estilo de vida de la mujer e intereses del hogar)
- TX (cartera de programas de televisión).

Adicionalmente esta Marketforce, el negocio de distribución de revistas líder en Reino Unido.